# Суканаантубани
Суканаантубани (груз. სუქანაანთუბანი) — село в Грузии, на территории Карельского муниципалитета края (мхаре) Шида-Картли.

## География
Село находится в центральной части Грузии, на берегах реки Дзамы, на расстоянии приблизительно 10 километров (по прямой) к юго-западу от города Карели, административного центра муниципалитета. Абсолютная высота — 782 метра над уровнем моря.

## Население
По результатам официальной переписи населения 2014 года в Суканаантубани проживало 62 человека (28 мужчин и 34 женщины). В национальной структуре населения грузины составляли 72,6 %, осетины — 27,4 %.
| Год  | Население, человек |
| ---- | ------------------ |
| 2002 | 94                 |
| 2014 | ↘ 62               |